# Dương Thị Minh
Dương Thị Minh hoặc Dương Thị Vĩnh (sinh ngày 4 tháng 8 năm 1923 - mất ngày 2 tháng 7 năm 2020), Phu nhân của cố GS - TS, Anh hùng Lao động, Thầy thuốc Nhân dân, Đại tá Nguyễn Thiện Thành; thân mẫu của đồng chí Nguyễn Thiện Nhân, Nguyên Ủy viên Bộ Chính trị, Nguyên Bí thư Thành ủy Thành phố Hồ Chí Minh.

## Khen thưởng
- Bà mẹ Việt Nam anh hùng
- Huy chương Kháng chiến chống Pháp hạng nhất;
- Huân chương Kháng chiến chống Mỹ hạng nhất;
- Huân chương Chiến sĩ vẻ vang hạng ba;
- Huân chương Chiến sĩ giải phóng hạng nhất, nhì, ba;
- Huy chương Vì sức khỏe nhân dân;
- Huy hiệu 40 năm tuổi Đảng.